# 수문통로
수문통로(Sumuntong-ro)는 인천광역시 동구 화평동에서 송현동까지 이르는 인천광역시도로, 총 연장은 794m이다. 또한 도로명이 유래된 것은 옛 지명이 인용되어 부여된 인지도 높은 기존 도로명을 반영하였기 때문이다.

## 역사
- 2009년 11월 3일 : 도로명으로 수문통로를 고시

## 주요 경유지
- 동구
  - 화평동 - 송현동

## 접촉하는 도로
- 화도진로
- 화수로
- 인중로

## 주변 건물 및 시설
- 화평동오피스텔 (수문통로 5-1/화평동 527-9)
- 마디정형외과 (수문통로 7/화평동 527-14)
- 송현1,2동 행정복지센터 (수문통로 26/송현동 67-84)
- 삼두아파트 (수문통로 33/송현동 66-51)
- 삼두아파트 상가 (수문통로 35/송현동 66-51)
- 송현동성당 (수문통로 52/송현동 66-514)
- 튼튼정형외과의원 (수문통로 54-1/송현동 66-536)
- 송현파출소 (수문통로 77/송현동 66-775)